# Údolí Únětického potoka
Údolí Únětického potoka je přírodní rezervace na severozápadním okraji hlavního města Prahy, v katastru městské části Suchdol, při hranici s obcemi Únětice a Roztoky. Chráněné území je v péči Magistrátu hlavního města Prahy.
Důvodem ochrany jsou skalnaté svahy a údolní niva Únětického potoka včetně buližníkového suku Kozích hřbetů, významný krajinářský celek s výskytem chráněných druhů a geologických profilů. Severovýchodním směrem, na katastru Roztok, bezprostředně navazuje další přírodní rezervace: Roztocký háj - Tiché údolí.

## Historie

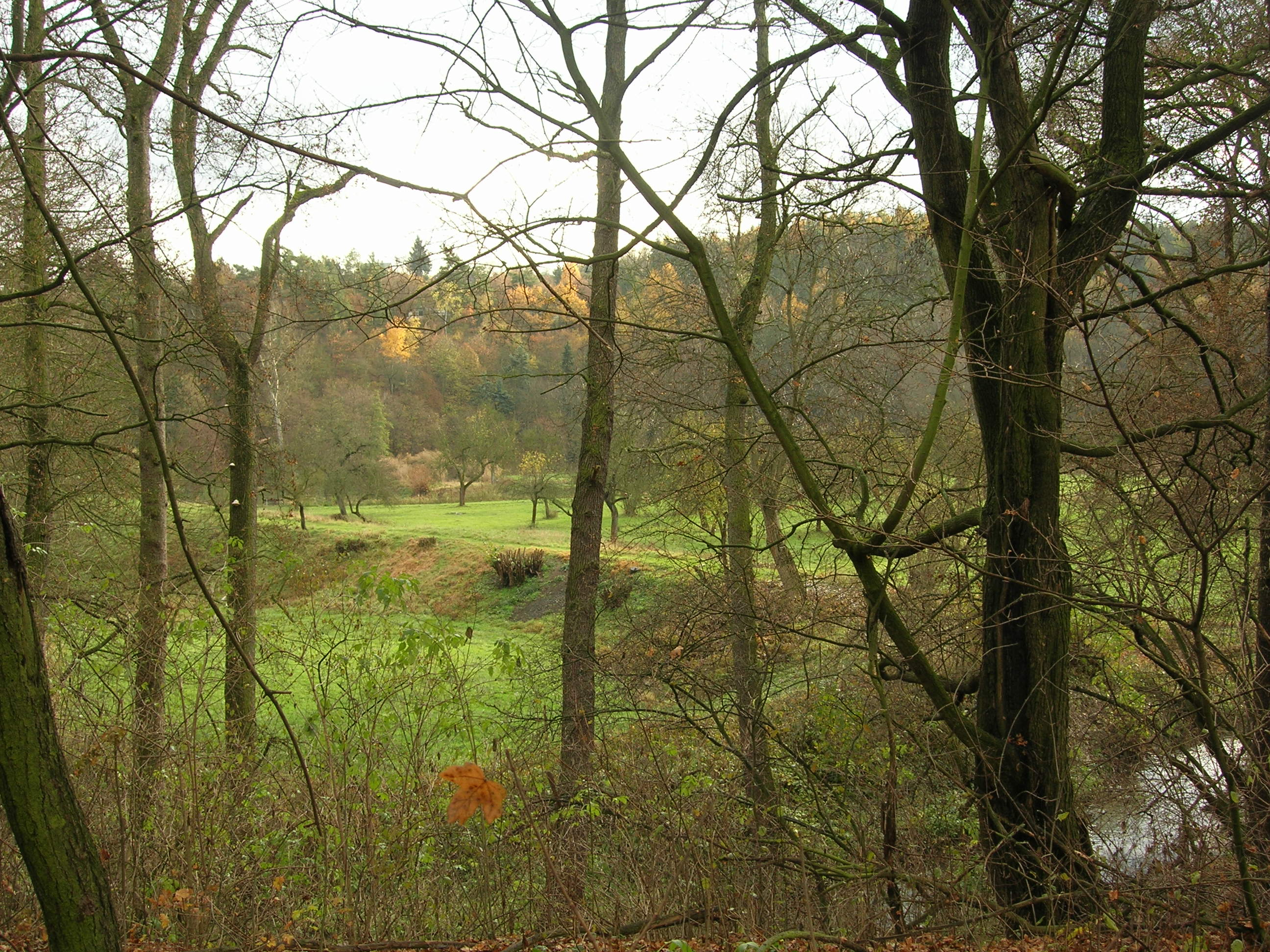
Pastviny v centrální části údolí

Pod Kozími hřbety se již ve starší době kamenné usazovali lovci, což dokládají nálezy nástrojů zhotovených z buližníku a také přítomnost několika malých lůmků ve skalách. Poklad bronzových dýk zde zanechali lidé únětické kultury, kteří místo osídlili ve starší době bronzové. V 2. pol. 1. tisíciletí př. n. l. krajinu osídlili Keltové. Mezi 6. a 10. stoletím se zde usazovali Slované.
Ve 12. století začali lidé využívat potok k pohonu mlýnů. Na potoce byl postaven mlýn v místech dnešního Trojanova mlýna. Po roce 1730 vznikl další, Zadní mlýn (později Tůmův), který byl po druhé světové válce stržen. Koncem 18. století byl postaven Spálený mlýn, jenž během své existence několikrát vyhořel. Během 18. a 19. století zažívaly mlýny největší rozkvět. Okolní lesy byly téměř vykáceny a volné plochy sloužily jako pastviny pro ovce a kozy. Intenzivní pastevectví začalo upadat až na začátku 20. století. Od padesátých let docházelo k postupnému zalesňování nevhodnými dřevinami a zejména v okolí Kozích hřbetů byly zakládány ovocné sady.
Z Hradčan přes Suchdol, Kozí hřbety a Únětice vedla obchodní stezka, tzv. Velká cesta – Via magna, spojující západní Evropu s Byzantskou říší. V místech Trojanova mlýna na ni navazovala zemská stezka, vedoucí z hradiště Levý Hradec do Prahy.

## Přírodní poměry

### Geologie a geomorfologie

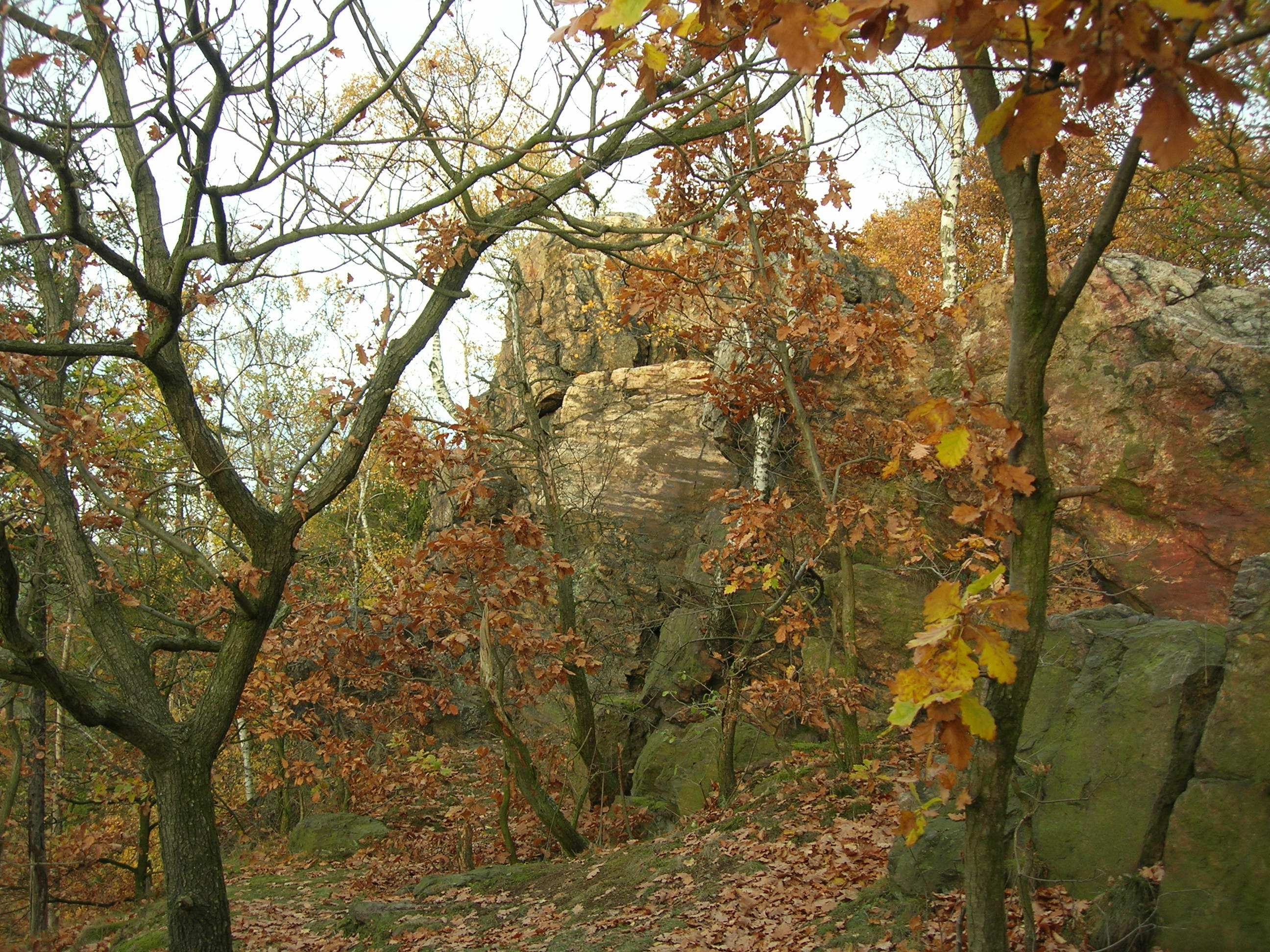
Kozí hřbety tvořené starohorními horninami

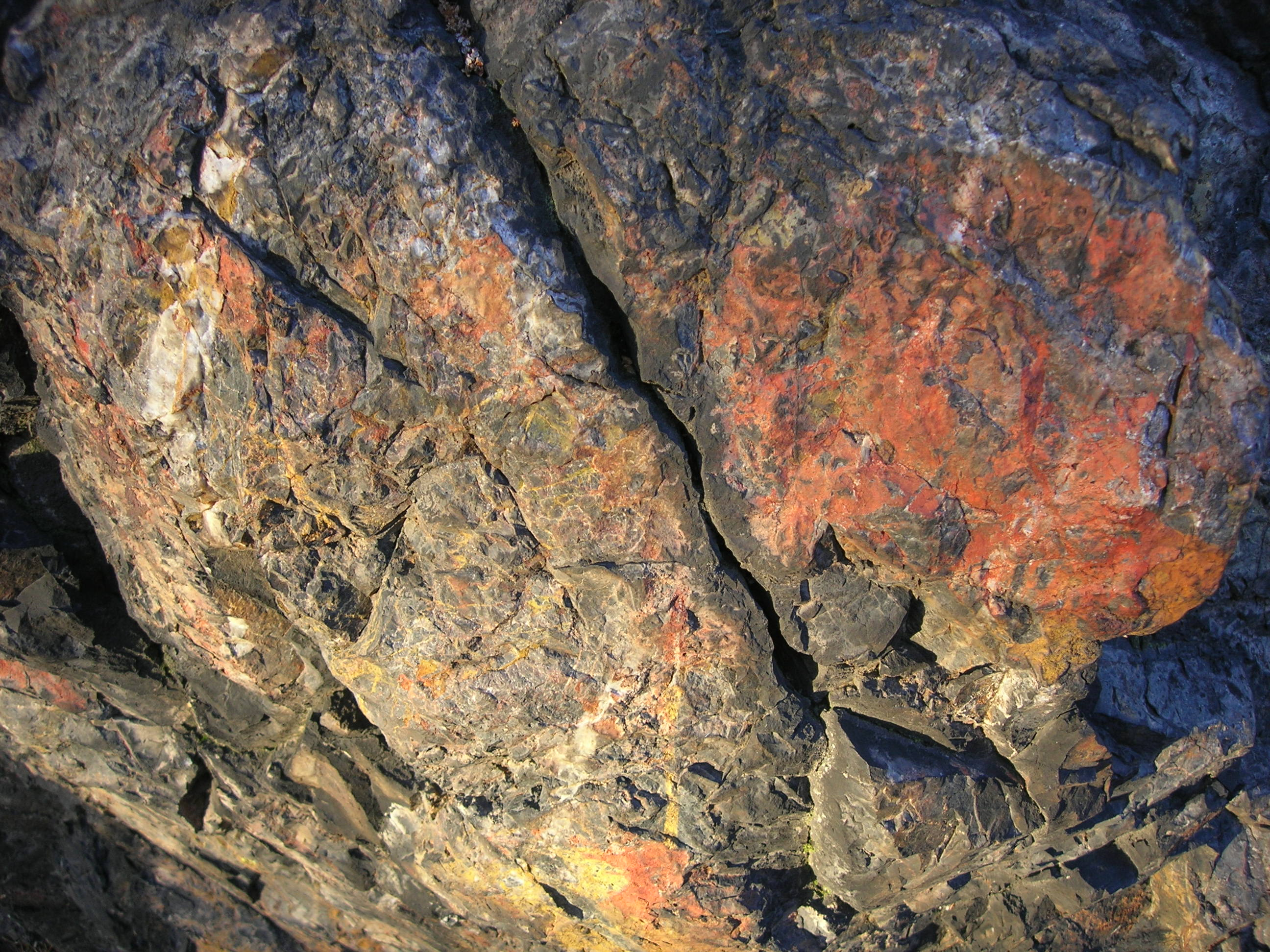
Buližník mívá tmavošedou až černou barvu s nádechem modré či červené a bývá protkán světlými žilkami křemene

Údolí potoka má tvar soutěsky. Lokalita patří z geomorfologického hlediska k celku Pražská plošina, jejímu podcelku Kladenská plošina, v níž je součástí Turské plošiny. Skalní podloží tvoří proterozoické usazené horniny (břidlice, silicity), které v západní části vystupují jako buližníkové suky zvané Kozí hřbety. Ty nesou také známky abrazní činnosti svrchnokřídového moře a mrazového zvětrávání v chladných obdobích čtvrtohor.
Zdejší proterozoikum je součástí severozápadního křídla Barrandienu. Litostratigraficky patří ke starší části kralupsko-zbraslavské skupiny, z regionálního hlediska ke zbirožsko-šáreckému pruhu, charakterizovaného výskyty buližníků. Za pliocenní akumulace lze považovat fluviální štěrky a fluviálně-lakustrinní písky a štěrkopísky s jílovito-prachovými čočkami.
V kvartéru (čtvrtohorách) docházelo k mohutné akumulační činnosti a vzniku říčních teras. Na úpatí Kozích hřbetů se hromadila balvanitá až blokovitá suť. Suchdolská terasa je důležitou stratigrafickou lokalitou, vázanou na úroveň nejvyšších říčních teras. V jejím profilu se zachoval interglaciál v podobě písčitých a hlinitých pěnovců. V nadloží písčitých štěrků suchdolské terasy leží sladkovodní slíny, bohaté na přítomnost fosilních měkkýšů.
Výplň údolí tvoří holocenní nivní uloženiny na písčitých štěrcích. V mocnostech od 2 do 5 metrů se vertikálně střídají písčité, hlinité a jílovité sedimenty. Hojné jsou glejové půdy, zatímco na skalnatých částech se vyvinuly rankery, černozemě na spraši (závětří na východních svazích) a hnědé půdy. V místech Trojanova mlýna byla zjištěna niva mocná 12 m.

### Flora
Na skalách a jižních svazích údolí se nacházejí skalní stepi s porosty teplomilných bylin a křovin. Mezi zvláště chráněné druhy rostlin zde patří bělozářka liliovitá (Anthericum liliago), koniklec luční český (Pulsatilla pratensis subsp. bohemica), tařice skalní (Aurinia saxatilis), kavyl vláskovitý (Stipa capillata), kolenec Morisonův (Spergula morisonii), kostřava walliská (Festuca valesiaca), netřeskovec výběžkatý pravý (Jovibarba globifera subsp. globifera), sesel fenyklový (Seseli hippomarathrum) a z dřevin dřín jarní (Cornus mas).
Severní svahy jsou porostlé zbytky vřesovišť, ve kterých dominuje vřes obecný (Calluna vulgaris) s příměsí kručinky (Genista sp.).

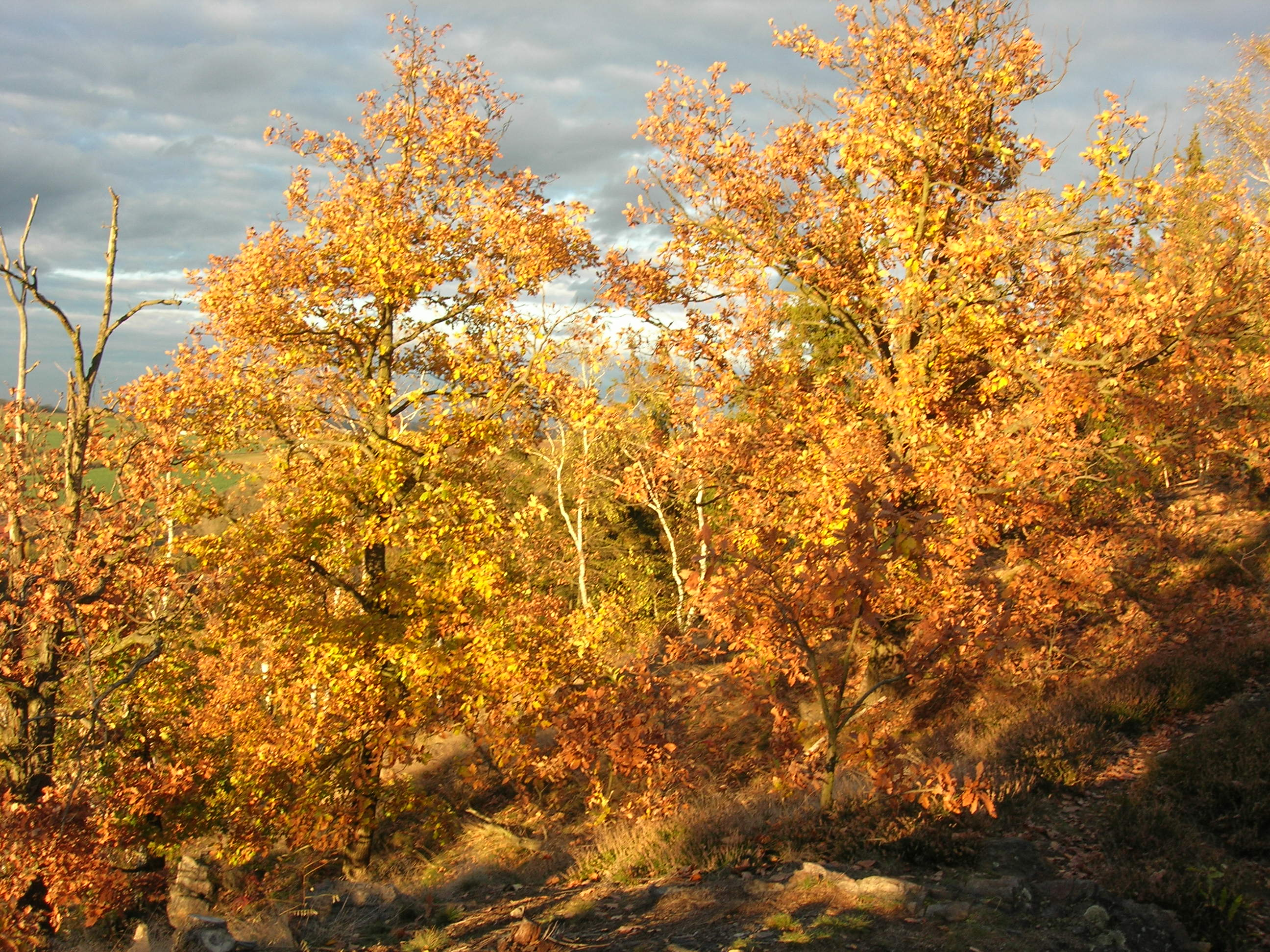
Doubrava Kozích hřbetů

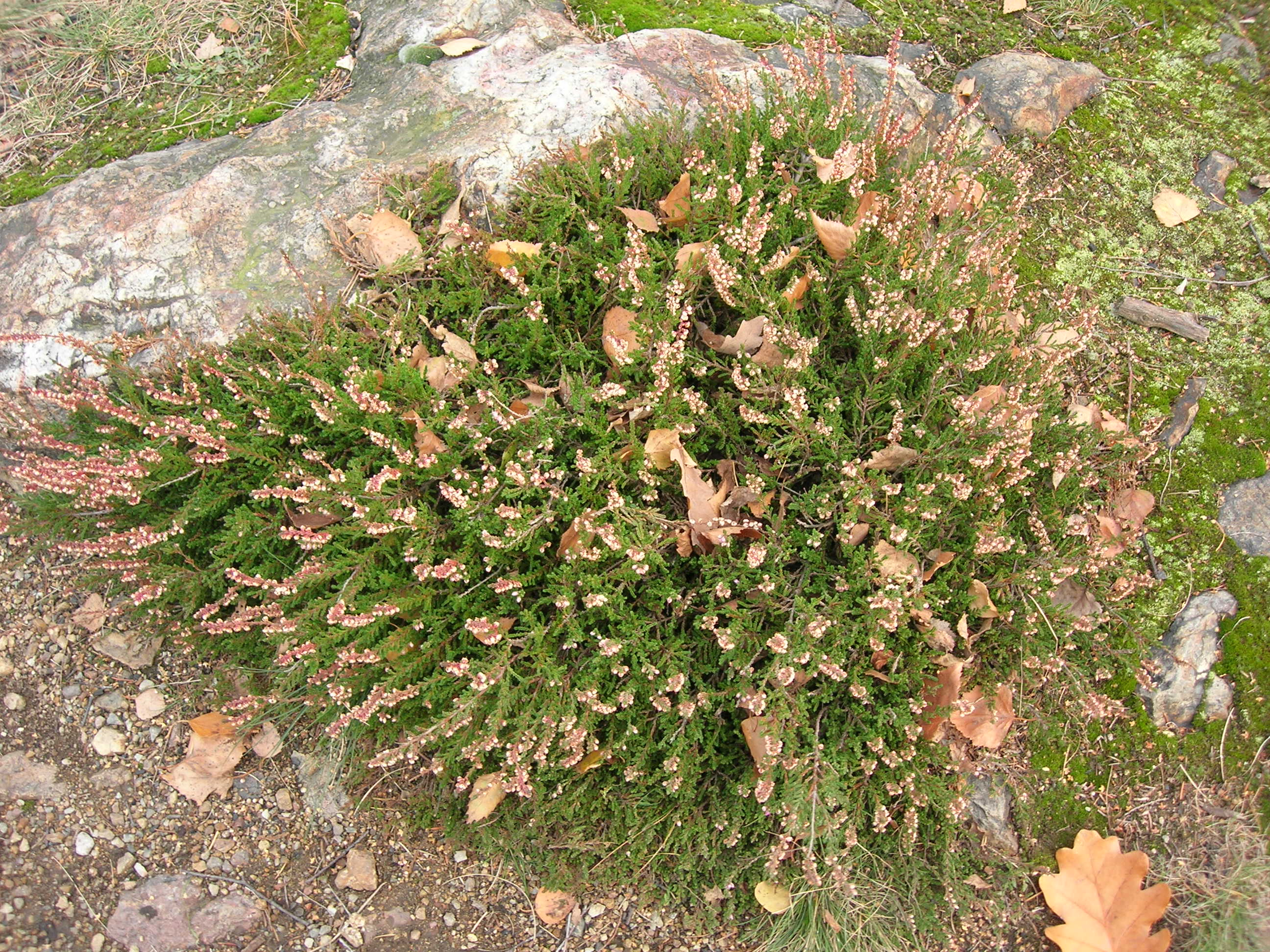
vřes obecný (Calluna vulgaris)

Zalesněné území je tvořeno kyselými xerotermními doubravami, v nichž má různý podíl dub zimní (Quercus petraea), buk lesní (Fagus sylvatica), javor klen (Acer platanoides), habr obecný (Carpinus betulus), bříza bělokorá (Betula pendula), borovice lesní (Pinus sylvestris) a lípa (Tilia sp.). Ve světlých lesích je možné najít chráněný jilm habrolistý (Ulmus minor).
Na světlých stráních roste chráněný černohlávek velkokvětý (Prunella grandiflora), pcháč bezlodyžný (Cirsium acaule), rozrazil klasnatý (Pseudolysimachion spicatum), rozrazil časný (Veronica praecox), mateřídouška olysalá (Thymus glabrescens), strdivka sedmihradská (Melica transsilvanica) a zahořanka žlutá (Orthantha lutea). Jejich početnost není v současnosti známa.
Dřevinnou skladbu nivních lesů tvoří olše lepkavá (Alnus glutinosa), jasan ztepilý (Fraxinus excelsior), jakož i bříza bělokorá (Betula pendula), vrba křehká (Salix fragilis), vrba bílá (Salix alba), bez černý (Sambucus nigra) a střemcha obecná (Prunus padus). Bylinnému podrostu dominuje ptačinec (Stellaria sp.) a ostřice třeslicovitá (Carex brizoides). Volné plochy často souvisle pokrývá rákos obecný (Phragmites australis). Na písčitých sedimentech říčních teras se vyskytuje paličkovec šedavý (Corynephorus canescens). Na bývalých pastvinách se vyskytuje hlaváč žlutavý (Scabiosa ochroleuca) a válečka prapořitá (Brachypodium pinnatum).

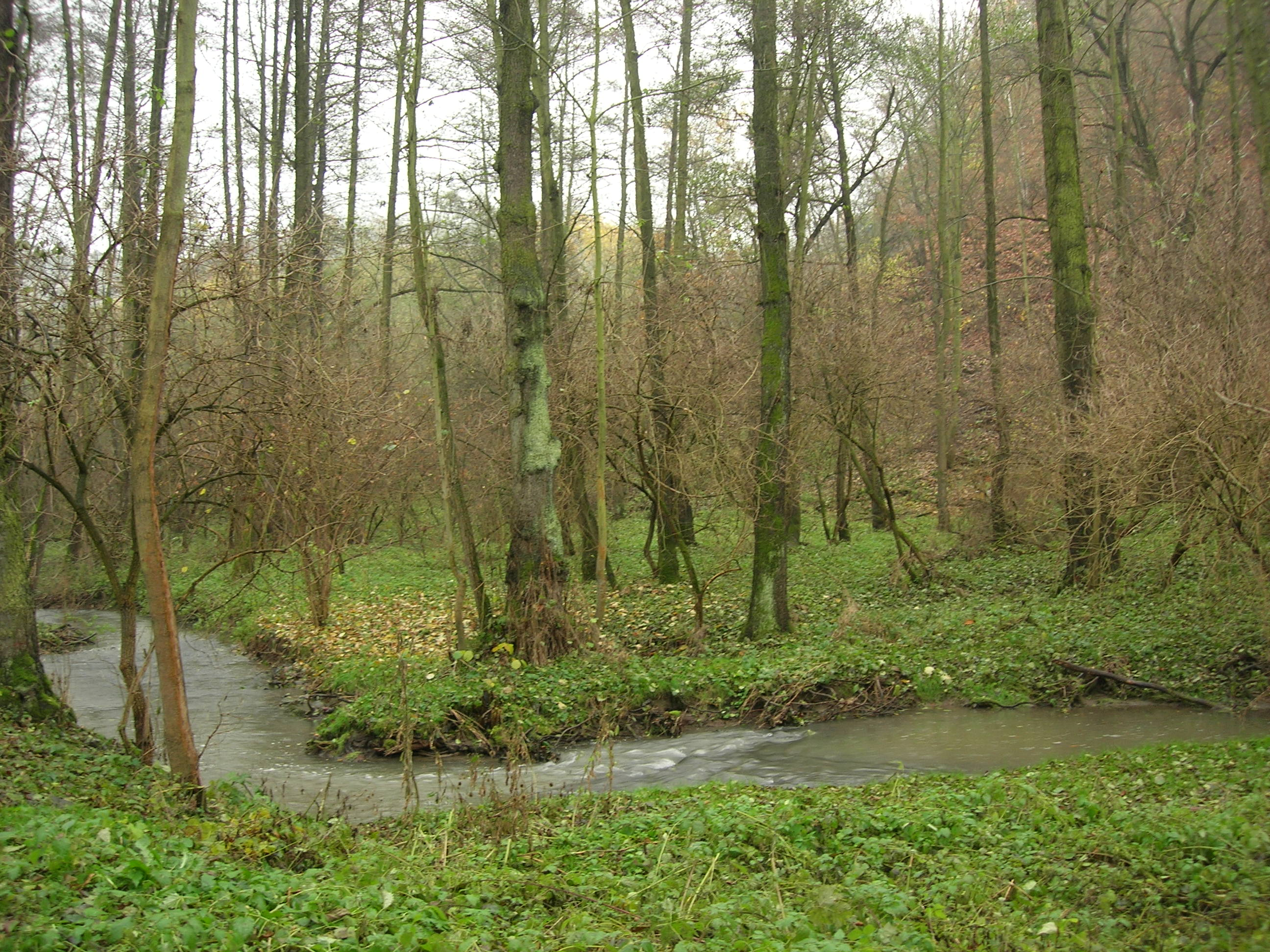
Údolní niva

Na soutoku Únětického a Horoměřického potoka se nachází Vrba zapomenutá, jeden z největších exemplářů druhu vrba bílá na území České republiky. Významným stromem byla vyhlášena 28. října 2014.

### Fauna
Na území žije mnoho bezobratlých živočichů, z nichž nejvíce byli prozkoumáni brouci a to zejména z čeledí střevlíkovití, mandelinkovití a nosatcovití. Zaznamenáno bylo také celkem 1132 druhů motýlů.
Byli zjištěni reliktní stepní brouci, např. střevlíkovitý Cymindis axillaris, mandelinkovitý Cryptocephalus cordiger, C. pygmaeus, dřepčíci Longitarsus foudrasi, L. celticus, z nosatcovitých 7 druhů rodu Trachyphloeus a okřídlený Sibinia sodalis. Na vřesu žijí mandelinkovití Lochmaea suturalis, Altica oleracea breddini a krytonosec Micrelus ericae. V nivě lze ze střevlíkovitých brouků nalézt Nebria brevicollis, Bembidion tibiale, z mandelinkovitých Prasocuris junci a Hippuriphila modeeri. Na písčitých biotopech byli zaznamenáni střevlíček Broscus cephalotes, Pseudophonus calceatus a nosatcovití Sibinia variata a Gronops lunatus.
Z motýlů se v údolí hojně vyskytuje například otakárek fenyklový (Papilio machaon) a otakárek ovocný (Iphiclides podalirius), ve stepních porostech také modrásek rozchodníkový (Ophonus cordatus). Pouze na vřesu žije osenice vřesová (Lycophotia molothina). Lužní lesy jsou domovem plže dvojzubky lužní (Perforatella bidentata).
Skalní štěrbiny obývá ještěrka zelená (Lacerta viridis). Z ryb se v potoce vyskytuje ohrožený jelec jesen (Leuciscus idus) a hrouzek obecný (Gobio gobio). Z obojživelníků zde žije mlok skvrnitý (Salamandra salamandra), z plazů ještěrka obecná (Lacerta agilis), slepýš křehký (Anguis ragilis), užovka obecná (Natrix natrix).
Druhová skladba ptáků se podobá ptačí fauně sousedního Tichého údolí. V rákosinách hnízdí řada vodních ptáků, např. rákosník obecný (Acrocephalus scirpaceus), rákosník zpěvný (Acrocephalus palustris), chřástal vodní (Rallus aquaticus), slípka zelenonohá (Gallinula chloropus), strnad rákosní (Emberiza schoeniclus). Žijí zde také drobní savci jako nejmenší hlodavec myška drobná (Micromys minutus) a rejsec vodní (Noemys fodiens).

## Rizika a péče
Největším problémem v současné době je degradace přirozených lesů výsadbou nevhodných dřevin, jejichž populace se již značně rozrostly. K těmto druhům náleží trnovník akát (Robinia pseudoacacia), modřín opadavý (Larix decidua), borovice lesní (Pinus sylvestris), borovice černá (Pinus nigra) a borovice vejmutovka (Pinus strobus), dub červený (Quercus rubra), bříza bělokorá (Betula pendula). Uvedené dřeviny zarůstají také skalnatá a stepní stanoviště, čímž dochází k nežádoucí sukcesi těchto biotopů a k úbytku vřesovišť. Je otřeba nepůvodní dřeviny pravidelně odstraňovat, výrazně porosty prosvětlovat a postupně docílit porostu se skladbou dřevin, blížící se přirozené. Pravidelným spásáním a kosením je nutno udržovat luční a mokřadní porosty, aby se degradované nivní louky přeměnily na původní pestré mokřadní louky.
V plánu péče se počítá s pravidelným vypalováním dožívajících jedinců vřesových porostů, aby se porost mohl obnovit z půdní banky. Na podporu rozmnožování obojživelníků by mohly být vybudovány drobné tůně s pozvolna se svažujícími okraji i dnem.
V roce 2009 bylo zjištěno chřadnutí olší, způsobené invazivními oomycetami rodu Phytophthora. Příznaky onemocnění bývají stejné jako u chřadnutí způsobeného abiotickými vlivy (déletrvající zvýšená hladina vody apod.). Spolehlivě prokázat přítomnost parazita lze pouze jeho problematickou izolací. V některých státech je tento patogen na seznamu karanténních organismů, proto by se jeho vliv na naše porosty rozhodně neměl podceňovat. Napadené jedince je třeba v zimních měsících pokácet, pařez spálit a místo nechat vymrznout. Choroba byla ve světě objevena v poměrně nedávné době a zatím nebyl vyvinut prostředek pro terénní použití.

## Rekreace
Rezervací vede část naučné stezky Roztocký háj – Tiché údolí. Přes Kozí hřbety vede zelená turistická značka. Modrá turistická značka a cyklostezka procházejí po hranici obou rezervací. Údolí Únětického potoka je častým místem procházek.

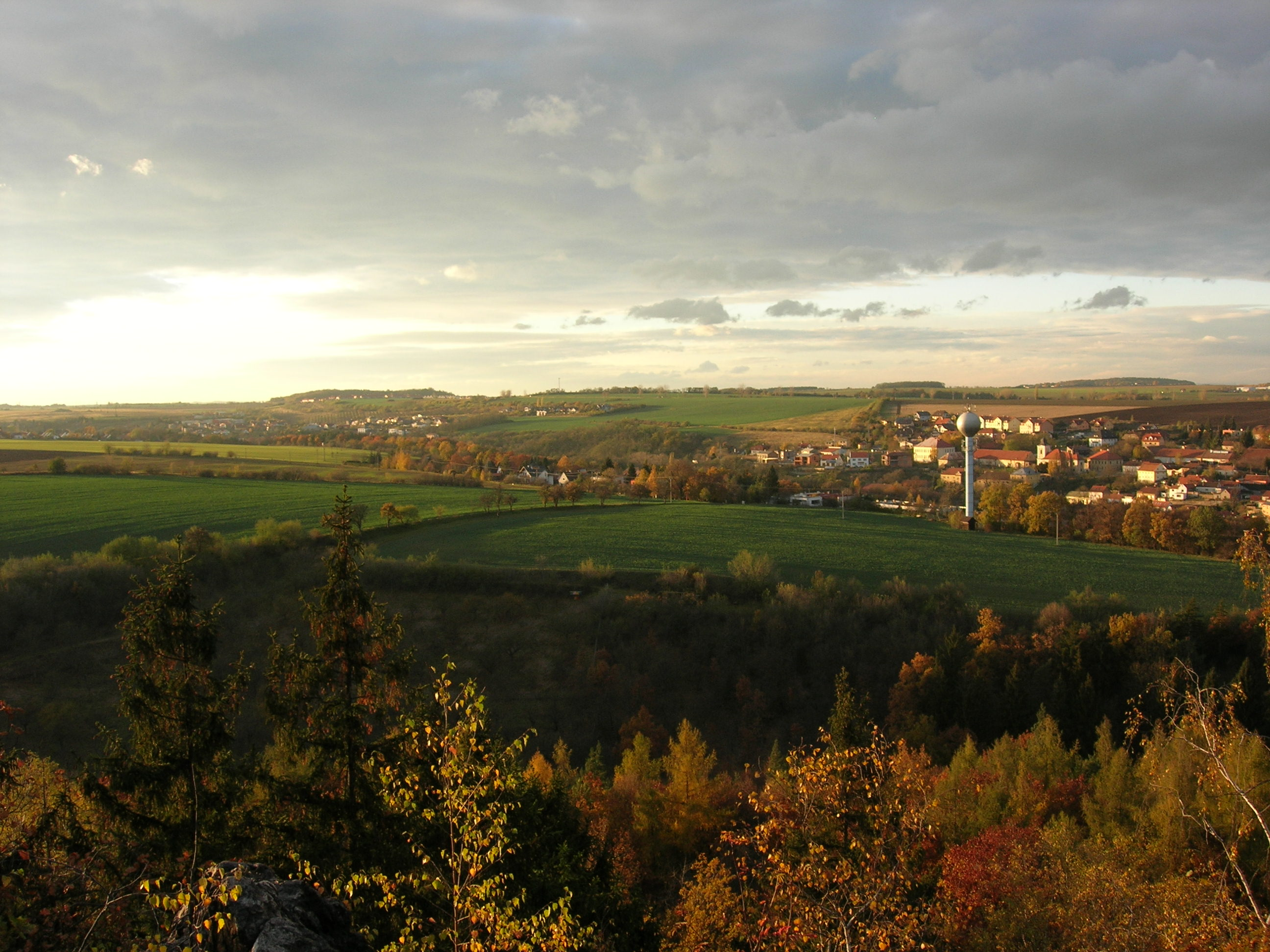
Výhled z Kozích hřbetů

## Horolezectví
V souladu s výjimkou, udělenou Magistrátem hlavního města Prahy v roce 2010, je v přírodní rezervaci Údolí Únětického potoka na lokalitách Kozí hřbety a Holý vrch povolena horolezecká činnost. Buližníkový pás Kozích hřbetů se táhne v délce asi 800 m od silnice, která vede ze Suchdola do obce Černý vůl, severovýchodním směrem k Tichému údolí. V těchto místech jsou skály porušeny příčnou dislokací a vytvářejí na protilehlé straně údolí výšinu Holého vrchu. Na Holém vrchu je registrováno 33 a v oblasti Kozích hřbetů 38 lezeckých cest.

## Fotogalerie

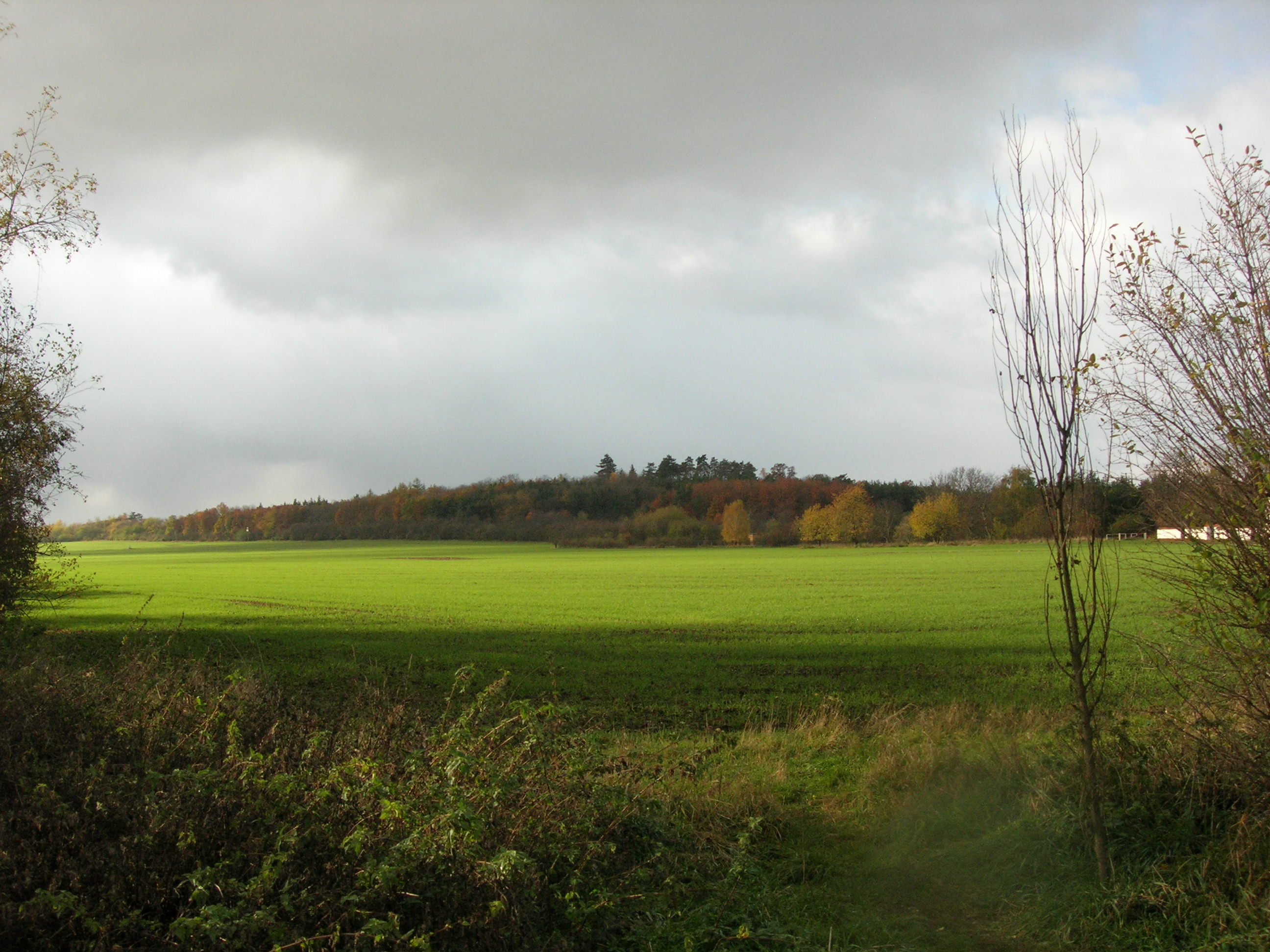
Kozí hřbety zdálky od Starého Suchdola
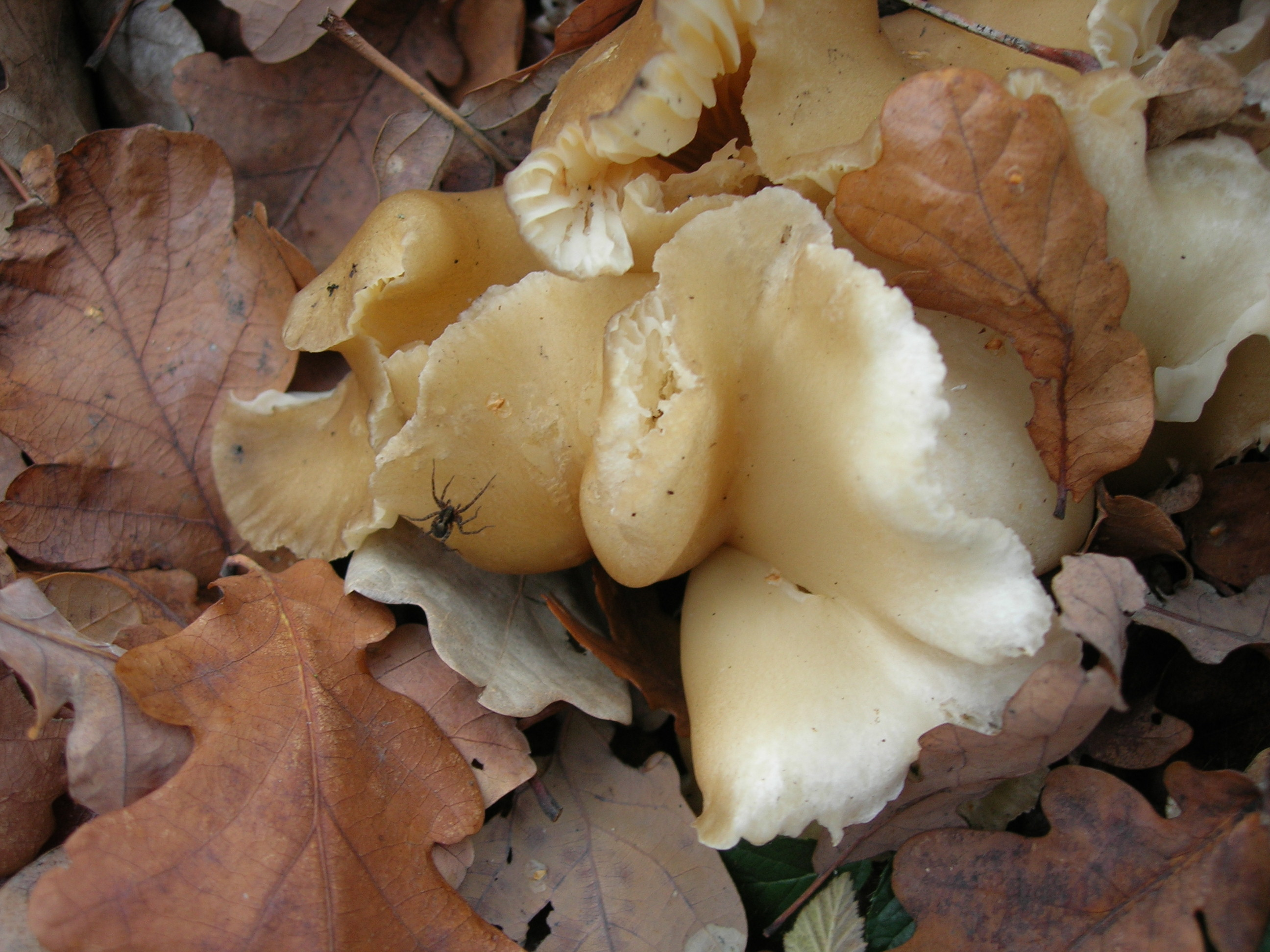
houba v dubovém listí
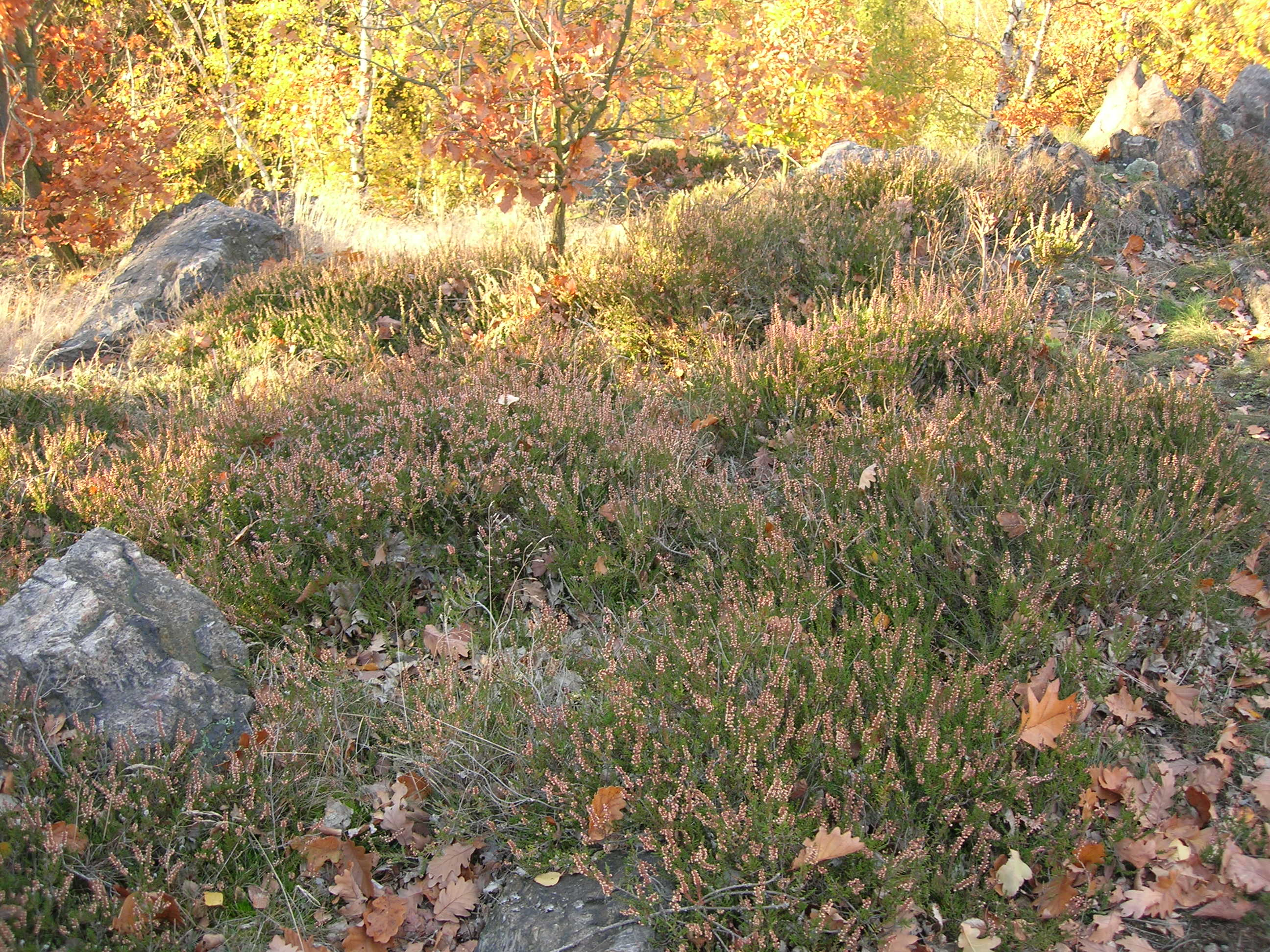
vřesoviště na Kozích hřbetech
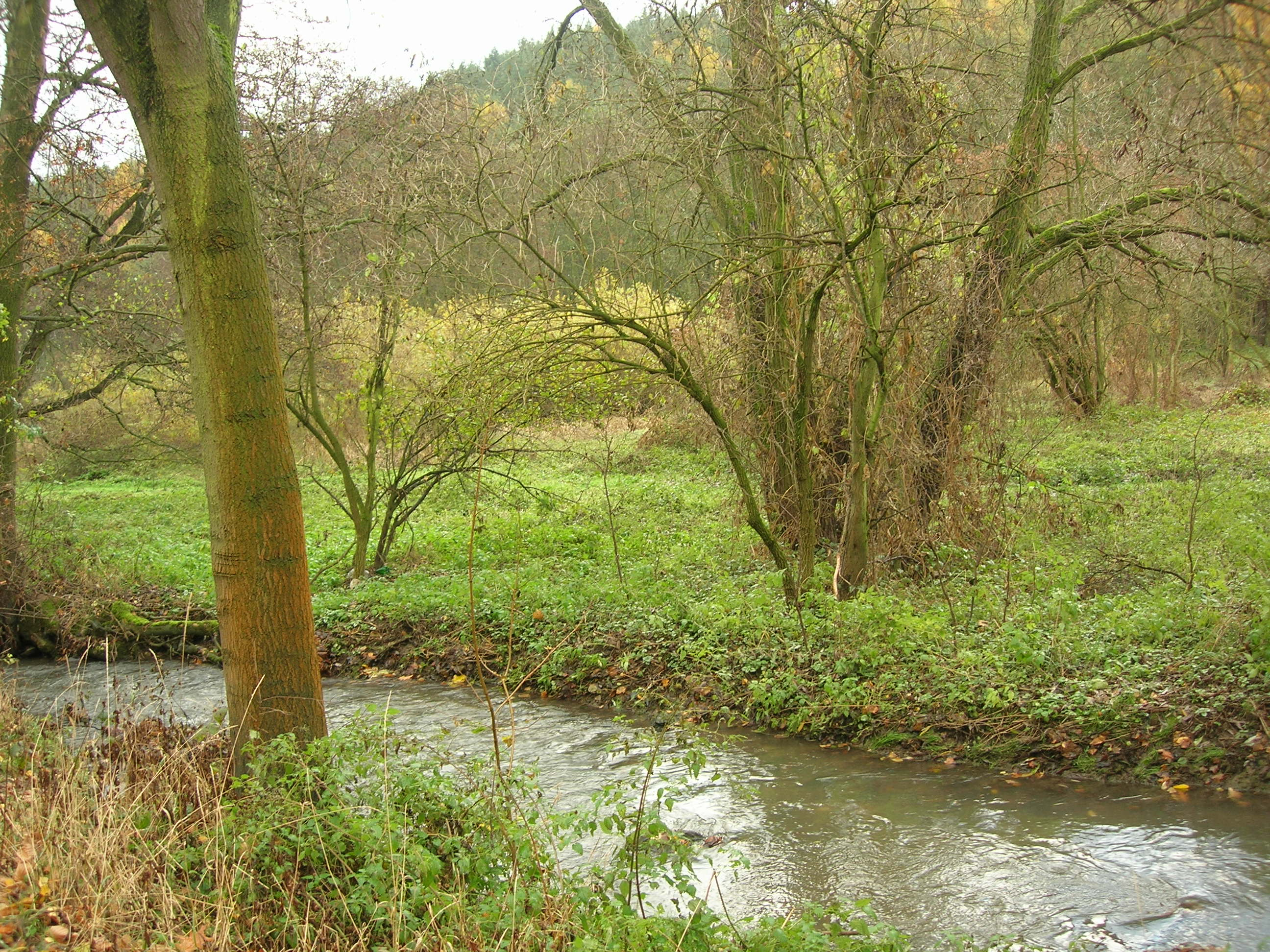
Únětický potok s nivou
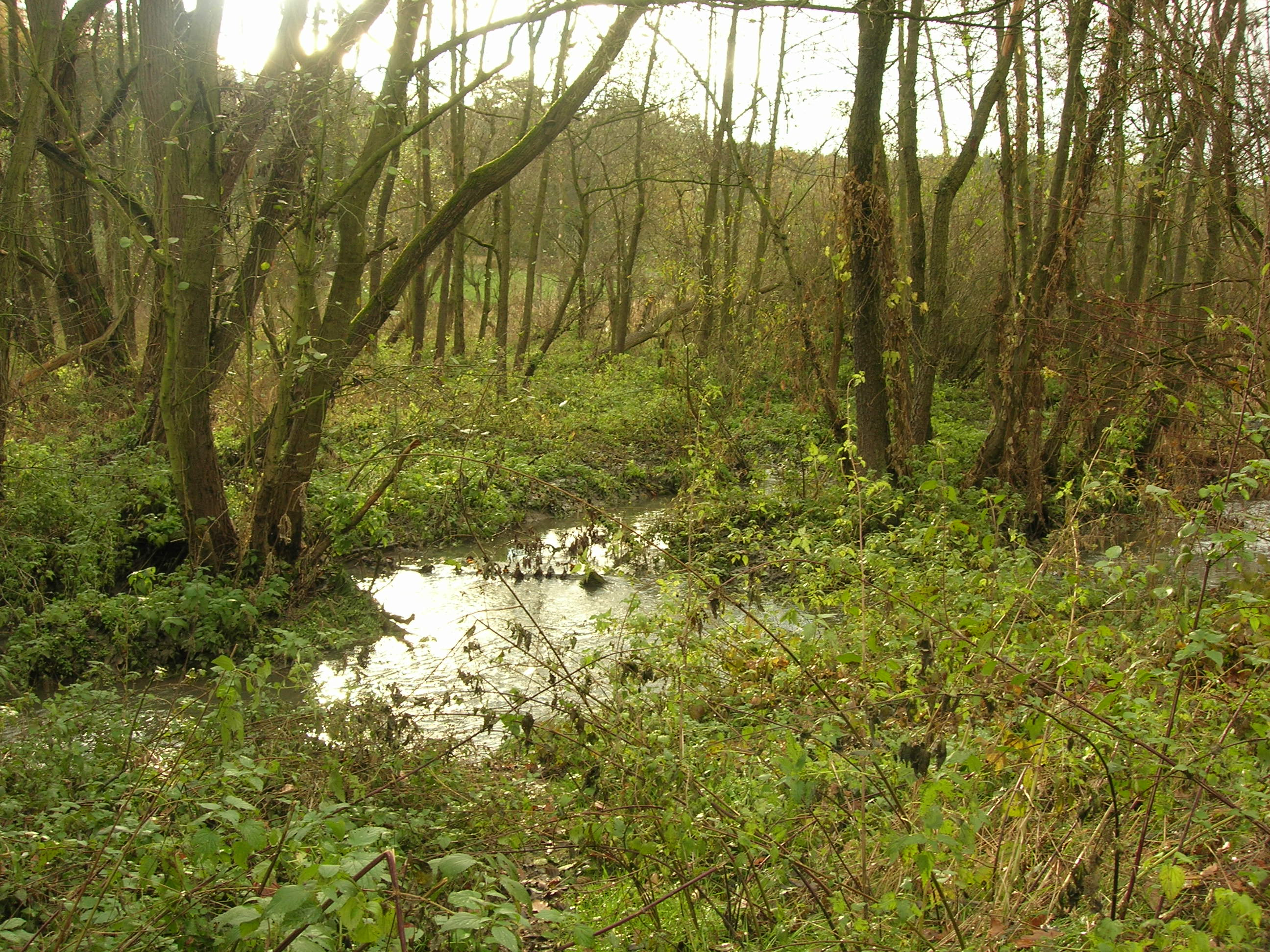
lužní porost
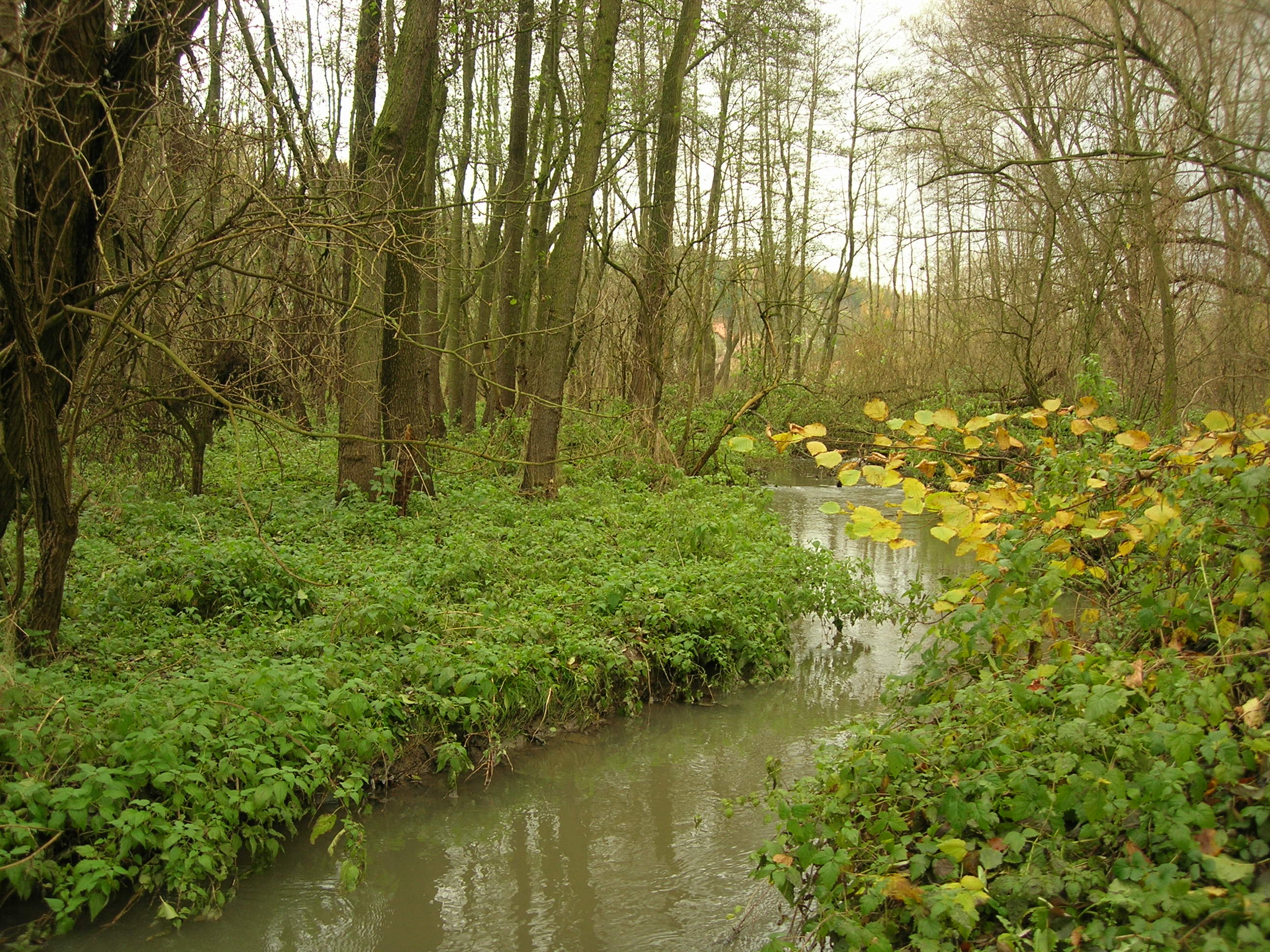
lužní les
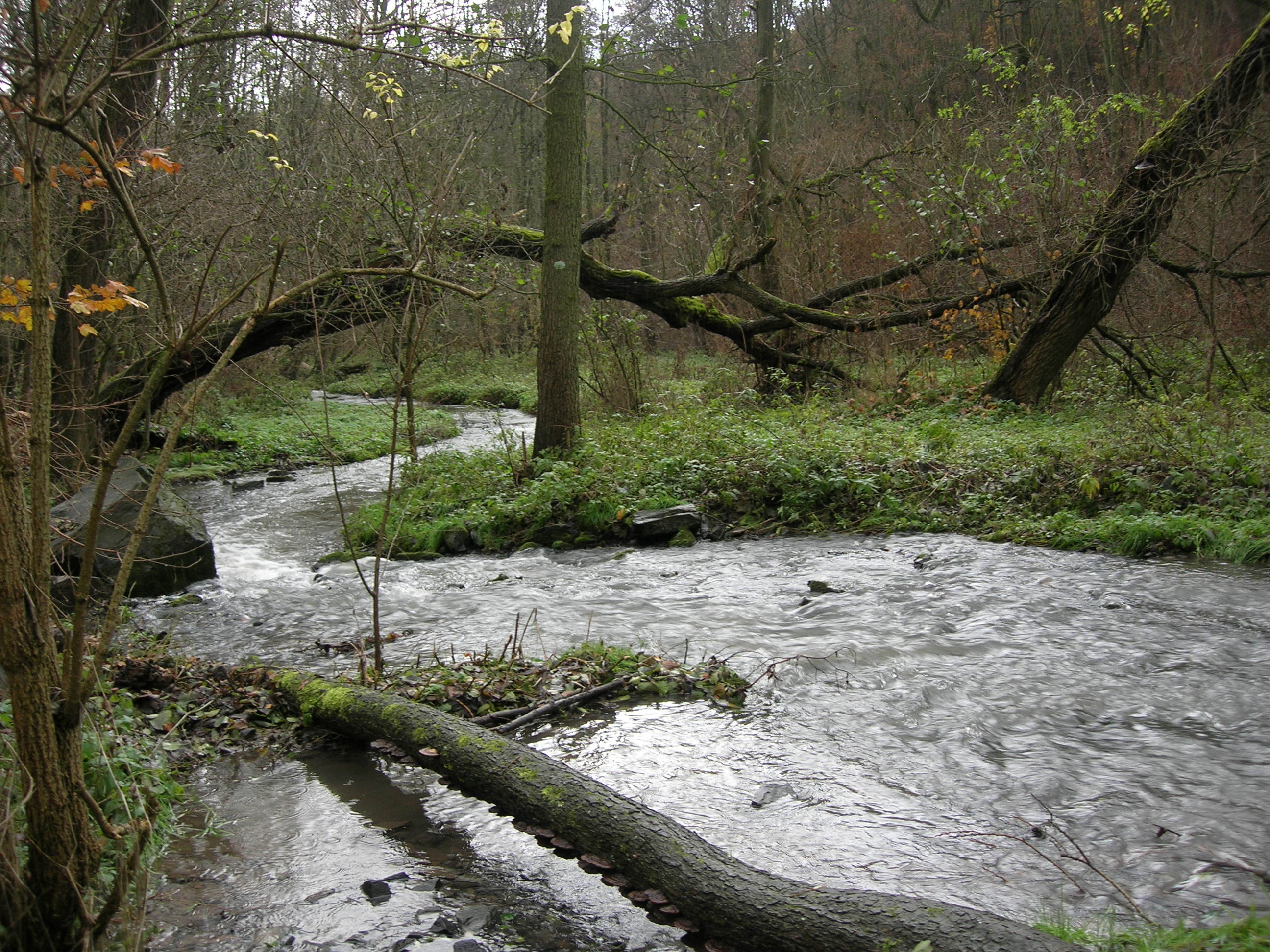
Únětický potok
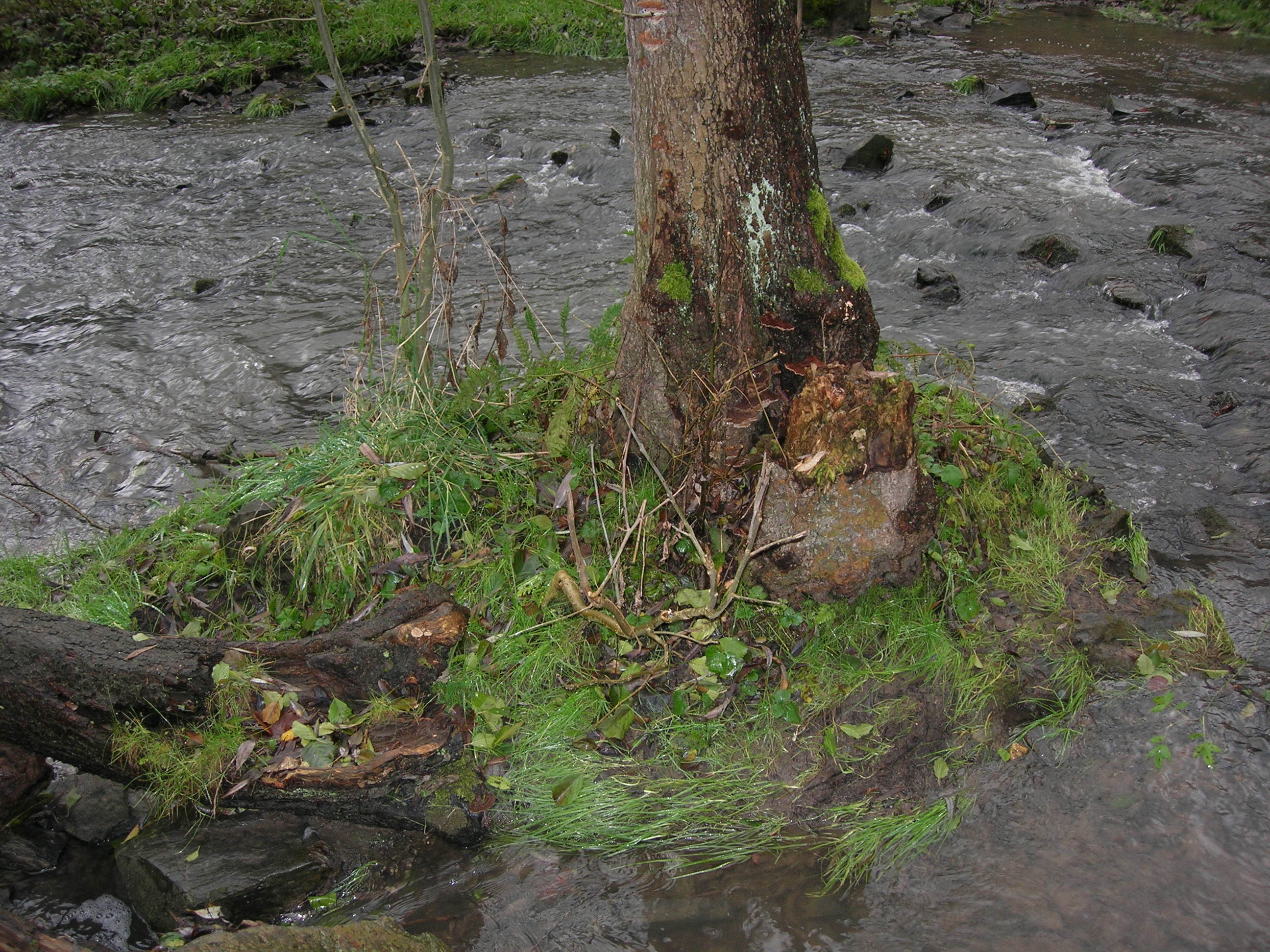
nemocný strom
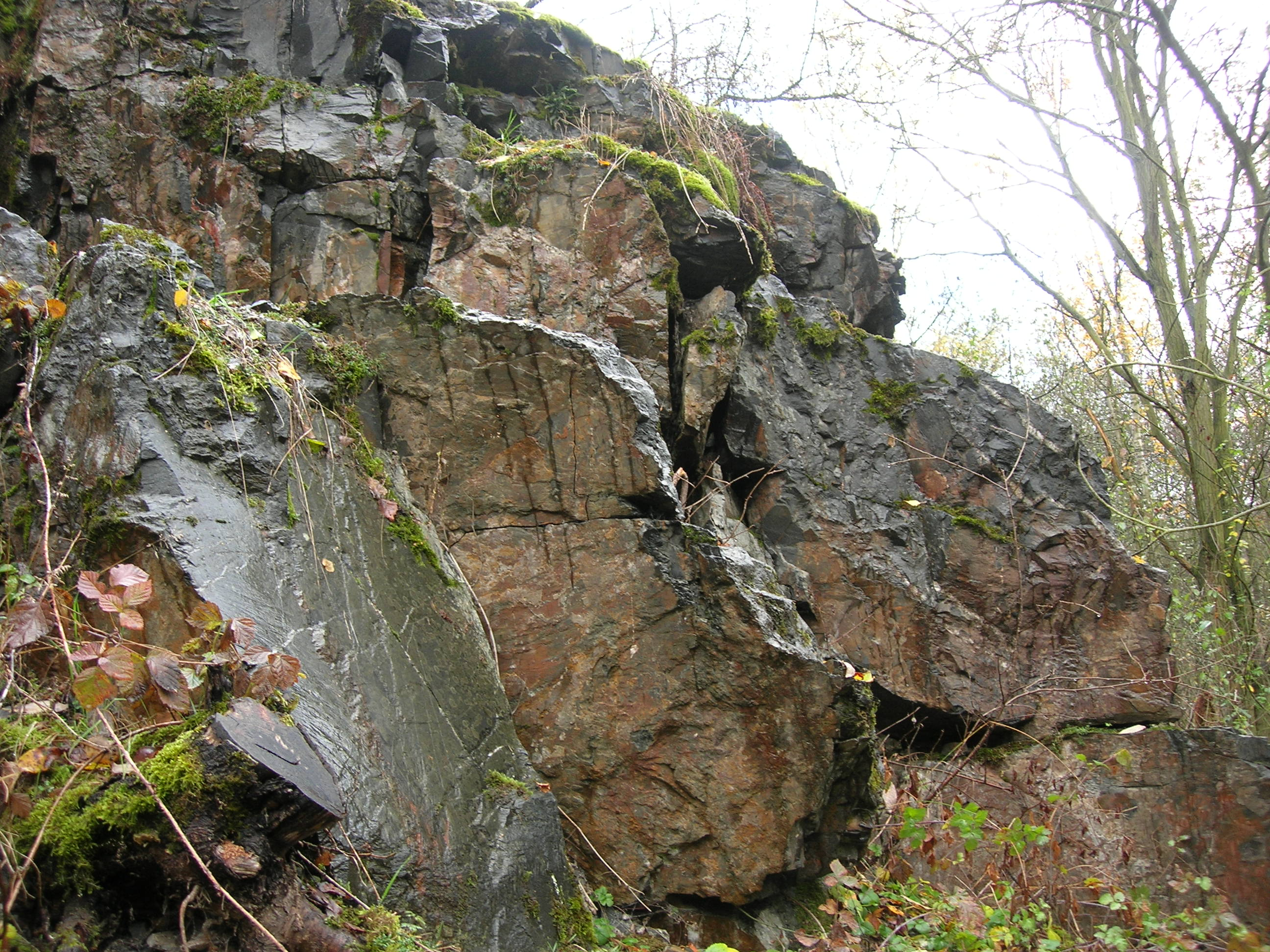
skála na východě rezervace
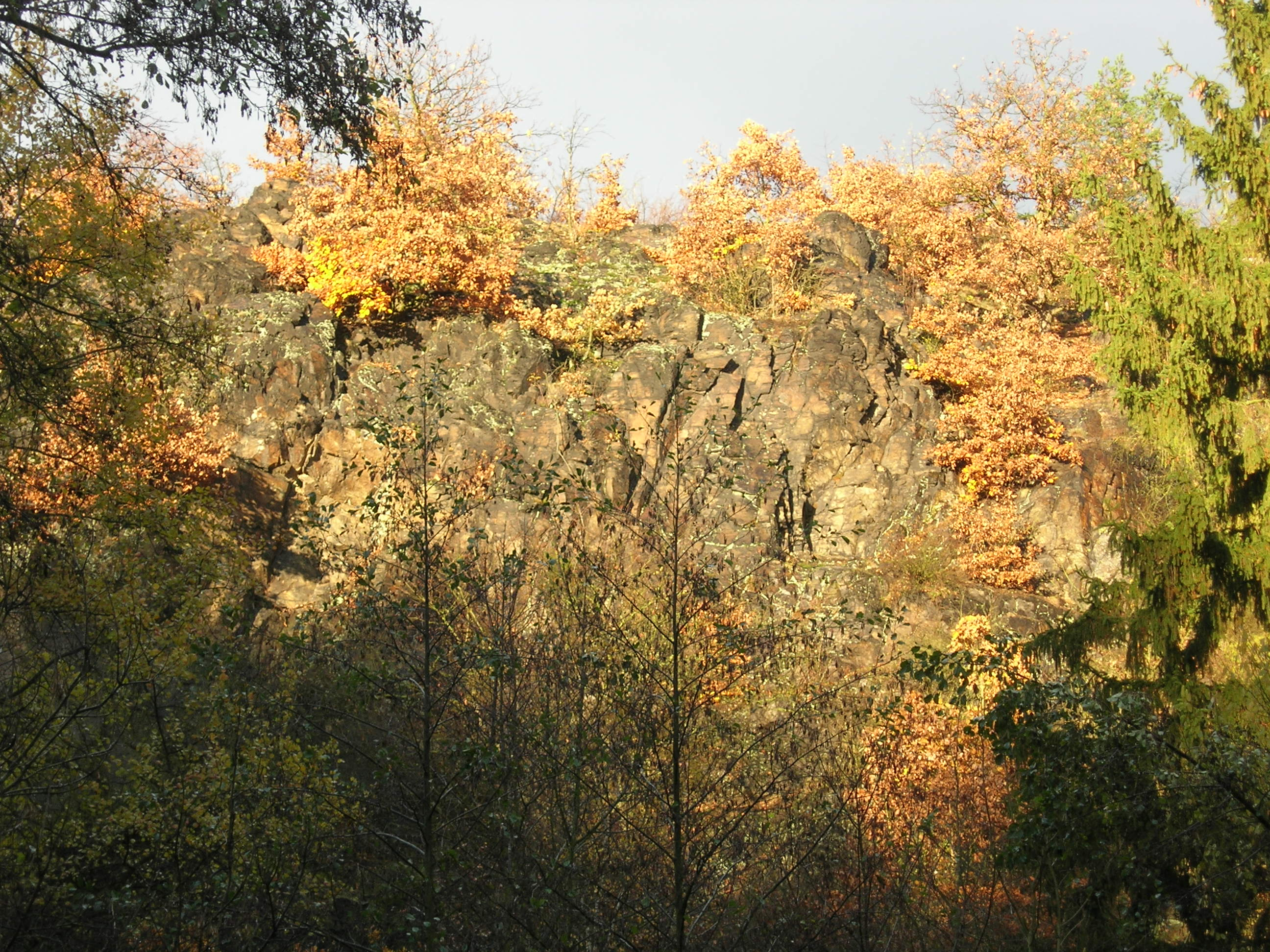
pohled z údolí na vrch Spáleník
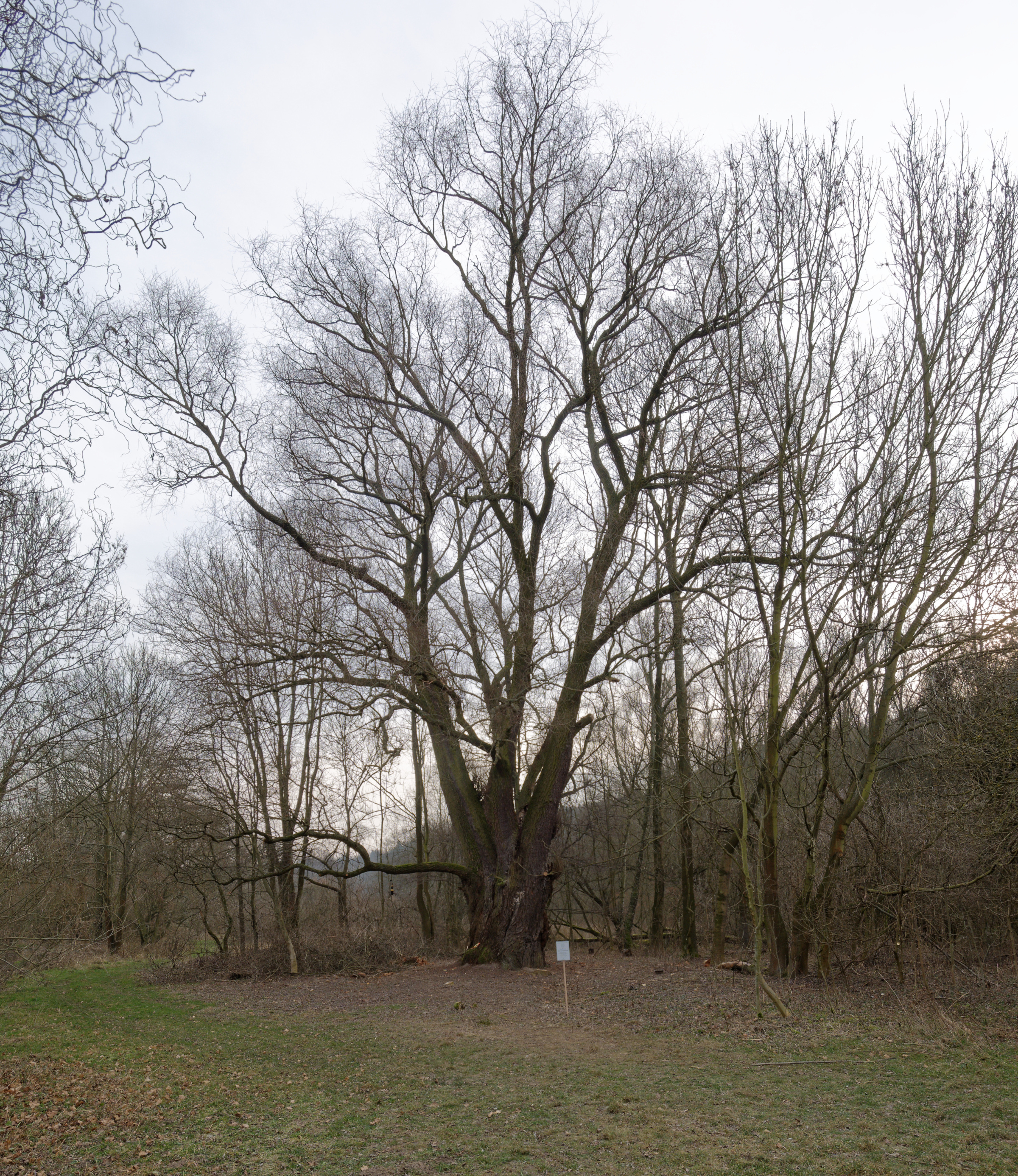
Významný strom "Vrba zapomenutá"